# 伊利庫恰
51°53′31″N 31°55′34″E / 51.89194°N 31.92611°E
伊利庫恰（烏克蘭語：Ількуча），是烏克蘭北部的村莊，隸屬切爾尼希夫州的科留基夫卡區。該村面積0.03平方公里，海拔高度118米，2001年人口45，人口密度每平方公里1,551.7人。